# Anna Rasmussen
Anna Rasmussen (* in Kalifornien) ist eine US-amerikanische Drehbuchautorin und Filmschauspielerin.

## Leben
Rasmussen wurde in Kalifornien geboren und wuchs im mittleren Westen auf. Sie studierte von 2004 bis 2008 am Columbia College Chicago und schloss ihr Studium mit dem Bachelor-Abschluss ab. Seit 2012 arbeitet sie für das Filmstudio The Asylum. 2013 erschien der Fernsehfilm Mother: Sie schlägt zurück, für den sie das Drehbuch verfasste und eine kleine Rollenbesetzung übernahm. 2014 verfasste sie die Drehbücher für den Tierhorrorfilm Blood Lake: Killerfische greifen an und den Familienfilm Santa Claws. 2015 hatte sie eine kleine Nebenrolle im Tierhorrorfernsehfilm Sharknado 3. Weitere Tätigkeiten als Drehbuchautorin folgte unter anderen an den Fernsehfilmen Psycho MOM – Flieh solange du kannst!, der auf Lifetime Television erschien, den Weihnachtsfilmen Best Christmas Ball Ever und The Christmas Sitters sowie Shark Side of the Moon.

## Filmografie (Auswahl)

### Drehbuch
- 2013: Mother: Sie schlägt zurück (Social Nightmare, Fernsehfilm)
- 2014: Blood Lake: Killerfische greifen an (Blood Lake – Attack Of The Killer Lampreys)
- 2014: Golden Winter 2 – Die Katzen sind los (Santa Claws)
- 2016: #FollowFriday (Fernsehfilm)
- 2017: Jurassic School
- 2019: Psycho MOM – Flieh solange du kannst! (Mommy Would Never Hurt You, Fernsehfilm)
- 2019: Weihnachten in Wien (Best Christmas Ball Ever, Fernsehfilm)
- 2020: The Christmas Sitters (Fernsehfilm)
- 2021: Tales of a 5th Grade Robin Hood
- 2022: English Estate (Fernsehfilm)
- 2022: Shark Side of the Moon
- 2022: A Belgian Chocolate Christmas
- 2023: The Little Mermaid (Animationsfilm)
- 2023: 12 Games of Christmas

### Schauspiel
- 2013: Rest for the Wicked (Miniserie, Episode 1x04)
- 2013: Mother: Sie schlägt zurück (Social Nightmare, Fernsehfilm)
- 2015: Sharknado 3 (Sharknado 3: Oh Hell No!, Fernsehfilm)